# Германски съюз
Германският съюз или Немската конфедерация (на немски: Deutscher Bund) е краткотрайно политическо обединение на германските държави, съществувало в периода 1815 – 1866. Образуването на тази конфедерация е следствие на разпускането на Свещената Римска империя. По време на Виенския конгрес е взето решение да не се образува нова единна германска държава, а всички съществуващи тогава немски страни да се сдобият с пълен суверенитет. Броят на немските държави и държавици вследствие на военни и политически конфликти е сведен до 39 – от тях 35 княжества и 4 свободни града. В новосформираната конфедерация влиза и Австрийската империя, а от нейните владения е образувана самостоятелната държава Белгия. Конфедерацията представлява съюз на всички немски територии.
Правомощията на конфедерацията са малки. Политическите субекти се обвързват с обща отбрана и са поддържали известен брой общи крепости. Предвидено е в случай на война да се формират общи войскови части. Това се случва само веднъж по време на войната с Дания за Княжество Шлезвиг-Холщайн.
Германският съюз има общ законодателен орган, наречен Диета. Седалището ѝ е в град Франкфурт на Майн, под формалното председателство на австрийския император. Законите, който Диетата приема, се отнасят главно до въпросите на отбраната и сигурността. Всяка намеса във вътрешните работи на държавите членки е неприемлива и отхвърлена. Германският съюз има и митническа уния (на немски: Deutscher Zollverein), която е образувана през 1834 г., по инициатива на Прусия.
Най-бурният момент на този отбранително-икономически съюз е по време на революциите от 1848/49 година, когато делегатите във Франкфурт, увлечени от национални чувства, планират да преобразуват съюза в нова, либерално-гражданска германска империя. Това движение, което ражда съвременното национално знаме на Германия, е разпуснато от пруския крал, който има други планове за обединение на Германия.
След заглъхването на плановете за реорганизация на Германския съюз идва и неговият край. През 1866 година, борещите се за надмощие сред немските държави Прусия и Австрия, си обявяват война, което слага край на Германската конфедерация. След победата на Прусия през 1867 г. е образуван Северногермански съюз, под пруска доминация, който ще послужи като непосредствен повод за пълното германско обединение четири години по-късно в единна Германска империя.